# Bad Bocklet

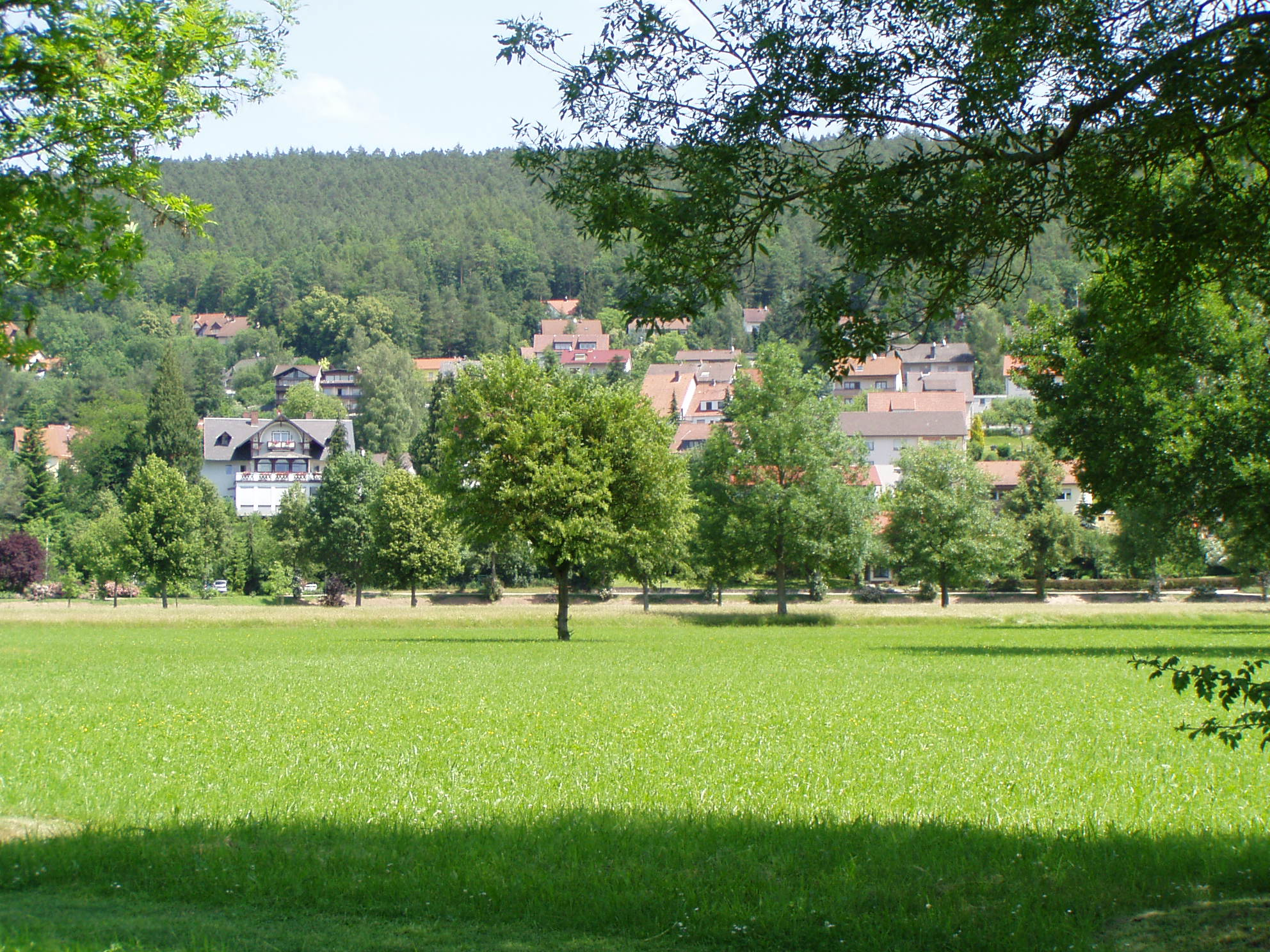
Bad Bocklet

Bad Bocklet – uzdrowiskowa gmina targowa w Niemczech, w kraju związkowym Bawaria, w rejencji Dolna Frankonia, w regionie Main-Rhön, w powiecie Bad Kissingen. Leży w Grabfeldzie, około 8 km na północ od Bad Kissingen, nad rzeką Soława Frankońska.

## Dzielnice
W skład gminy wchodzą następujące dzielnice: Bad Bocklet, Aschach, Großenbrach, Hohn, Steinach, Roth i Nickersfelden.

## Zabytki i atrakcje
- ośrodek kuracyjny, wykorzystywany już w XVIII w. przez arcybiskupstwo Würzburg
- majowy festyn uliczny
- pola golfowe
- Festiwal Balonów
- Kościół pw. św. Mikołaja (St. Nikolaus) z krucyfiksem Tilmana Riemenschneidera
- ruiny zamku Steineck
- nowy i stary zamek
- kirkut
- zamek Aschach
- ścieżka edukacyjna – ptaki
- stary kryty basen